# FK Sokol Saratov
Pour les articles homonymes, voir Sokol.
Maillots
Le Sokol Saratov (en russe : «Сокол» Саратов) est un club de football russe basé à Saratov.
Ayant notamment évolué en première division russe entre 2001 et 2002, il joue actuellement dans la deuxième division russe depuis sa promotion en 2023.

## Histoire

### Période soviétique (1930-1991)
Fondé au printemps 1930 sous le nom Dinamo, c'est sous cette appellation que le club fait ses débuts dans les divisions professionnelles soviétiques en 1946. Après trois saisons, il est relégué des compétitions nationales avant de faire son retour lors de la saison 1954 sous le nom Energia. Il est descend cependant une nouvelle fois dès l'année suivante mais remonte immédiatement en 1957, cette fois sous le nom Lokomotiv. Tandis que l'équipe parvient ensuite à se maintenir en championnat soviétique, celle-ci adopte l'appellation Troud en 1961 avant de finalement adopter son nom actuel Sokol (faucon en russe) à partir de 1962. Elle se démarque par la suite comme un acteur régulier de la troisième division, jouant souvent les places de montée au cours des années 1980, sans succès cependant. Le club atteint par ailleurs les demi-finales de la Coupe d'Union soviétique en 1967, étant vaincu par le Dynamo Moscou, futur vainqueur.

### Débuts en championnat russe et passage dans l'élite (1992-2002)
Placé dans la nouvelle deuxième division russe en 1992, le Sokol se place rapidement comme une équipe de haut de classement, n'allant jamais plus que la dixième place durant son passage entre 1992 et 2000. Il ne devient cependant un véritable prétendant à la montée qu'à partir de la saison 1997 qui le voit finir troisième. Il enchaîne par la suite deux nouvelles places de troisième lors des deux années suivantes avant de finalement l'emporter largement à l'issue de l'exercice 2000, comptant neuf points d'avance sur son dauphin le Torpedo-ZIL Moscou et onze sur le premier non-promu.
Le Sokol découvre ainsi la première division pour la première fois de son histoire lors de la saison 2001. Ses débuts y sont d'ailleurs très positifs, le club parvenant à se maintenir aisément en terminant huitième du championnat avec treize points d'avance sur la relégation, notamment avec l'aide du buteur Andreï Fedkov qui inscrit cette saison-là quatorze buts et devient international russe. L'année suivante s'avère cependant plus difficile, et le club est finalement relégué après avoir terminé dernier avec vingt-trois points en trente matchs.

### Retour dans les divisions inférieures (depuis 2003)

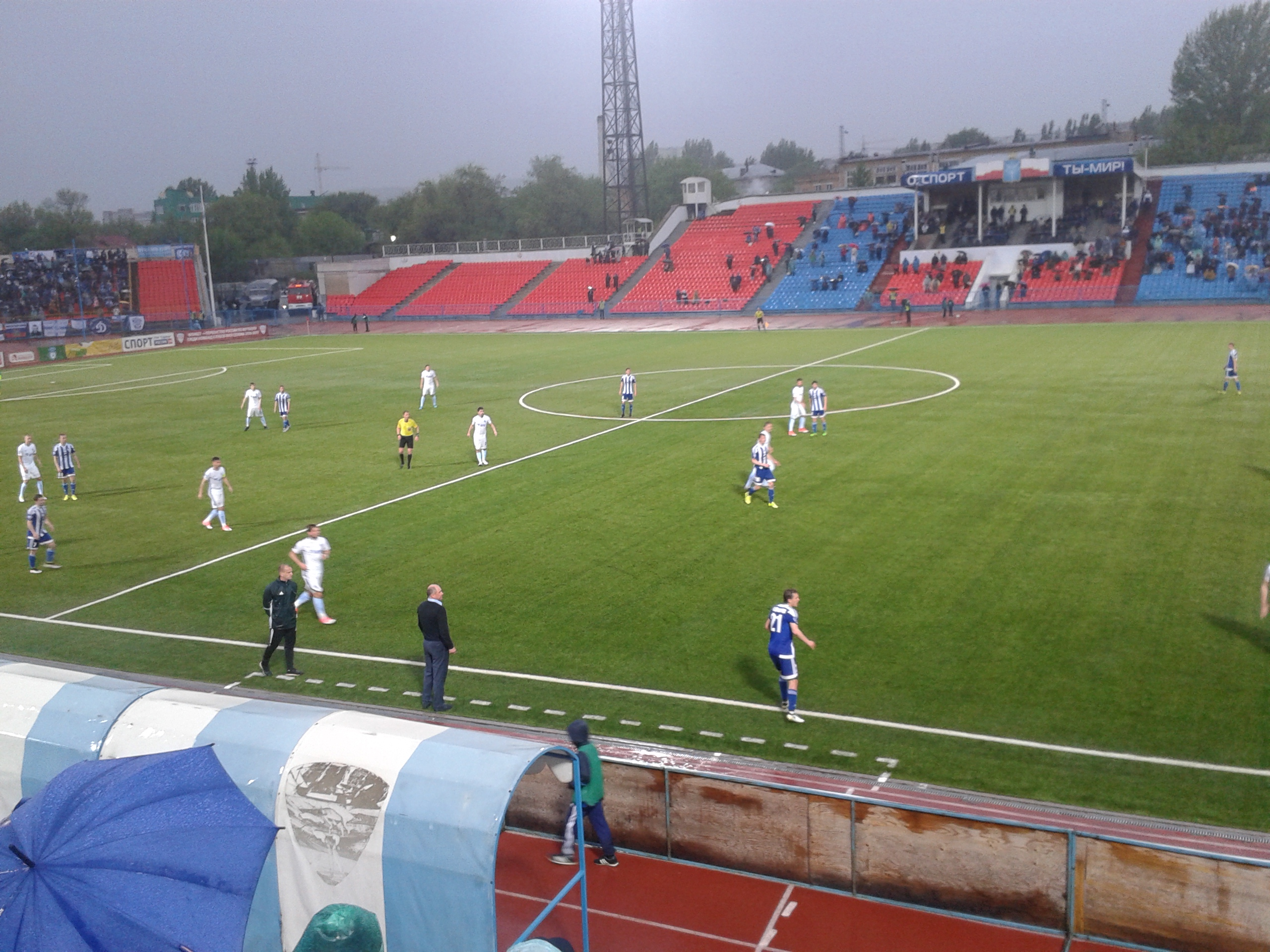
Rencontre entre le Sokol et le Dynamo Moscou en mai 2017.

Après avoir fini neuvième pour son retour au deuxième échelon, l'équipe passe une nouvelle fois très proche de la promotion lors de la saison 2004 qui la voit finir troisième à trois points du Tom Tomsk, deuxième et premier promu. Les performances décevantes du club ainsi que la mauvaise gestion de la direction amènent le budget du club à être nettement réduit par la région pour l'exercice suivant. Cela a pour conséquence une chute drastique des résultats ainsi qu'un retrait de points en raison d'un transfert impayé. Le Sokol termine finalement bon dernier avec seulement vingt-cinq points en quarante-deux matchs et perd son statut professionnel à l'issue de la saison, étant directement relégué en quatrième division.
Remportant le groupe Privoljié du quatrième échelon, le club retrouve le professionnalisme et la troisième division dès la saison 2007. D'abord intégré au groupe Oural-Povoljié, où il passe le plus clair de son temps en bas de classement, il est transféré à partir de l'exercice 2011-2012 au sein du groupe Centre, où il termine dixième. Repris par Igor Tchougaïnov à partir de juin 2012, le club prend la troisième place dès la saison suivante avant de l'emporter en 2014, lui permettant de retrouver la deuxième division après neuf ans d'absence. Pour son retour, le Sokol se classe douzième et parvient à se maintenir, tandis que Tchougaïnov quitte son poste en fin de saison. L'exercice suivant voit l'équipe terminer cette fois neuvième en milieu de classement. Le club est cependant une nouvelle fois rattrapé par des problèmes financiers lors de la saison 2016-2017 et ne peut faire mieux qu'une dix-huitième place synonyme de relégation.

### Historique du logo

1995-1998
2006-2009
depuis 2010

## Bilan sportif

### Palmarès
| Période russe | Période soviétique |
| - Championnat de Russie - Huitième : 2001. - Coupe de Russie - Demi-finales : 2001. - Championnat de Russie de D2 (1) - Champion : 2000. - Championnat de Russie de D3 - Vainqueur de groupe : 2014 et 2023. - Championnat de Russie amateur - Vainqueur de groupe : 2006. | - Coupe d'Union soviétique - Demi-finales : 1967. - Championnat d'Union soviétique de D2 - Vainqueur de groupe : 1947 et 1961. - Championnat d'Union soviétique de D3 - Vainqueur de groupe : 1946, 1963, 1965, 1972 et 1986. |

### Classements en championnat
La frise ci-dessous résume les classements successifs du club en championnat d'Union soviétique.
La frise ci-dessous résume les classements successifs du club en championnat de Russie.

### Bilan par saison
Légende
- Promotion en division supérieure
- Relégation en division inférieure

#### Période soviétique
| Saison    | Championnat             | Championnat             | Championnat             | Championnat             | Championnat             | Championnat             | Championnat             | Championnat             | Championnat             | Championnat             | Coupe d'URSS          |
| Saison    | Division                | Pos                     | Pts                     | J                       | V                       | N                       | D                       | BP                      | BC                      | Diff                    | Coupe d'URSS          |
| --------- | ----------------------- | ----------------------- | ----------------------- | ----------------------- | ----------------------- | ----------------------- | ----------------------- | ----------------------- | ----------------------- | ----------------------- | --------------------- |
| 1937      | Championnat local       | Championnat local       | Championnat local       | Championnat local       | Championnat local       | Championnat local       | Championnat local       | Championnat local       | Championnat local       | Championnat local       | 64es de finale        |
| 1938      | Championnat local       | Championnat local       | Championnat local       | Championnat local       | Championnat local       | Championnat local       | Championnat local       | Championnat local       | Championnat local       | Championnat local       | 32es de finale        |
| 1939-1945 | Seconde Guerre mondiale | Seconde Guerre mondiale | Seconde Guerre mondiale | Seconde Guerre mondiale | Seconde Guerre mondiale | Seconde Guerre mondiale | Seconde Guerre mondiale | Seconde Guerre mondiale | Seconde Guerre mondiale | Seconde Guerre mondiale | —                     |
| 1946      | 3e Volga inférieure     | 1er                     | 15                      | 11                      | 6                       | 3                       | 2                       | 25                      | 9                       | +16                     | —                     |
| 1947      | 2e Russie 1             | 2e                      | 28                      | 22                      | 12                      | 4                       | 6                       | 54                      | 41                      | +13                     | Quarts de finale Q    |
| 1948      | 2e Russie 1             | 11e                     | 17                      | 26                      | 5                       | 7                       | 14                      | 37                      | 63                      | -26                     | —                     |
| 1949      | 2e Russie 3             | 11e                     | 18                      | 24                      | 6                       | 6                       | 12                      | 25                      | 48                      | -23                     | Finale Q              |
| 1950-1953 | Championnat local       | Championnat local       | Championnat local       | Championnat local       | Championnat local       | Championnat local       | Championnat local       | Championnat local       | Championnat local       | Championnat local       | —                     |
| 1954      | 2e Zone 2               | 8e                      | 21                      | 22                      | 8                       | 5                       | 9                       | 21                      | 30                      | -9                      | 32es de finale        |
| 1955      | 2e Zone 2               | 16e                     | 18                      | 30                      | 4                       | 10                      | 16                      | 23                      | 45                      | -22                     | 32es de finale Q      |
| 1956      | Championnat local       | Championnat local       | Championnat local       | Championnat local       | Championnat local       | Championnat local       | Championnat local       | Championnat local       | Championnat local       | Championnat local       | —                     |
| 1957      | 2e Zone 1               | 11e                     | 34                      | 34                      | 13                      | 8                       | 13                      | 40                      | 43                      | -3                      | Demi-finales Q        |
| 1958      | 2e Zone 1               | 7e                      | 33                      | 30                      | 13                      | 7                       | 10                      | 48                      | 39                      | +9                      | Huitièmes de finale Q |
| 1959      | 2e Zone 1               | 8e                      | 27                      | 28                      | 8                       | 11                      | 9                       | 39                      | 32                      | +7                      | —                     |
| 1960      | 2e Russie 2             | 8e                      | 30                      | 28                      | 11                      | 8                       | 9                       | 41                      | 36                      | +5                      | Demi-finales Q        |
| 1961      | 2e Russie 3             | 2e                      | 32                      | 23                      | 14                      | 4                       | 5                       | 40                      | 20                      | +20                     | Demi-finales Q        |
| 1962      | 2e Russie 2             | 5e                      | 34                      | 30                      | 13                      | 8                       | 9                       | 58                      | 41                      | +17                     | Huitièmes de finale Q |
| 1963      | 3e Russie 3             | 1er                     | 40                      | 30                      | 17                      | 6                       | 7                       | 58                      | 33                      | +25                     | Huitièmes de finale Q |
| 1964      | 3e Russie 3             | 5e                      | 34                      | 30                      | 13                      | 8                       | 9                       | 42                      | 23                      | +19                     | Huitièmes de finale Q |
| 1965      | 3e Russie 3             | 1er                     | 60                      | 38                      | 24                      | 12                      | 2                       | 63                      | 25                      | +38                     | —                     |
| 1966      | 2e Groupe 2             | 9e                      | 33                      | 34                      | 11                      | 11                      | 12                      | 25                      | 30                      | -5                      | 64es de finale        |
| 1967      | 2e Groupe 2             | 14e                     | 35                      | 38                      | 10                      | 15                      | 13                      | 33                      | 30                      | +3                      | Demi-finales          |
| 1968      | 2e Groupe 2             | 8e                      | 48                      | 40                      | 18                      | 12                      | 10                      | 59                      | 32                      | +27                     | Huitièmes de finale   |
| 1969      | 2e Groupe 2             | 5e                      | 24                      | 22                      | 10                      | 4                       | 8                       | 31                      | 21                      | +10                     | Huitièmes de finale   |
| 1970      | 3e Zone 3               | 15e                     | 37                      | 42                      | 16                      | 5                       | 21                      | 47                      | 51                      | -4                      | 32es de finale        |
| 1971      | 3e Zone 3               | 18e                     | 29                      | 38                      | 10                      | 9                       | 19                      | 33                      | 50                      | -17                     | —                     |
| 1972      | 3e Zone 5               | 1er                     | 47                      | 32                      | 19                      | 9                       | 4                       | 67                      | 24                      | +43                     | —                     |
| 1973      | 3e Zone 5               | 6e                      | 31                      | 32                      | 14                      | 8                       | 10                      | 44                      | 38                      | +6                      | —                     |
| 1974      | 3e Zone 4               | 14e                     | 36                      | 40                      | 12                      | 12                      | 16                      | 46                      | 52                      | -6                      | —                     |
| 1975      | 3e Zone 4               | 2e                      | 45                      | 32                      | 18                      | 9                       | 5                       | 45                      | 20                      | +25                     | —                     |
| 1976      | 3e Zone 4               | 4e                      | 50                      | 40                      | 23                      | 4                       | 13                      | 57                      | 40                      | +17                     | —                     |
| 1977      | 3e Zone 4               | 5e                      | 48                      | 42                      | 20                      | 8                       | 14                      | 72                      | 54                      | +18                     | —                     |
| 1978      | 3e Zone 3               | 5e                      | 55                      | 46                      | 20                      | 15                      | 11                      | 61                      | 37                      | +24                     | —                     |
| 1979      | 3e Zone 3               | 6e                      | 57                      | 48                      | 23                      | 11                      | 14                      | 71                      | 49                      | +22                     | —                     |
| 1980      | 3e Zone 3               | 17e                     | 22                      | 34                      | 9                       | 4                       | 21                      | 38                      | 64                      | -26                     | —                     |
| 1981      | 3e Zone 2               | 15e                     | 25                      | 32                      | 8                       | 9                       | 15                      | 42                      | 52                      | -10                     | —                     |
| 1982      | 3e Zone 3               | 6e                      | 34                      | 32                      | 13                      | 8                       | 11                      | 40                      | 41                      | -1                      | —                     |
| 1983      | 3e Zone 3               | 6e                      | 32                      | 30                      | 11                      | 10                      | 9                       | 34                      | 32                      | +2                      | —                     |
| 1984      | 3e Zone 3               | 13e                     | 24                      | 30                      | 8                       | 8                       | 14                      | 33                      | 47                      | -14                     | —                     |
| 1985      | 3e Zone 3               | 3e                      | 42                      | 30                      | 19                      | 4                       | 7                       | 79                      | 34                      | +45                     | —                     |
| 1986      | 3e Zone 3               | 1er                     | 48                      | 32                      | 20                      | 8                       | 4                       | 67                      | 28                      | +39                     | —                     |
| 1987      | 3e Zone 3               | 2e                      | 43                      | 32                      | 19                      | 5                       | 8                       | 62                      | 34                      | +28                     | Seizièmes de finale   |
| 1988      | 3e Zone 9               | 4e                      | 41                      | 30                      | 18                      | 5                       | 7                       | 65                      | 39                      | +26                     | 32es de finale        |
| 1989      | 3e Zone 1               | 2e                      | 63                      | 42                      | 25                      | 13                      | 4                       | 88                      | 33                      | +55                     | 64es de finale        |
| 1990      | 3e Centre               | 18e                     | 39                      | 42                      | 15                      | 9                       | 18                      | 53                      | 58                      | -5                      | 32es de finale        |
| 1991      | 3e Centre               | 8e                      | 42                      | 42                      | 19                      | 4                       | 19                      | 72                      | 74                      | -2                      | 64es de finale        |
| 1991      | 3e Centre               | 8e                      | 42                      | 42                      | 19                      | 4                       | 19                      | 72                      | 74                      | -2                      | 64es de finale        |

#### Période russe
| Saison    | Championnat       | Championnat | Championnat | Championnat | Championnat | Championnat | Championnat | Championnat | Championnat | Championnat | Coupe de Russie     |
| Saison    | Division          | Pos         | Pts         | J           | V           | N           | D           | BP          | BC          | Diff        | Coupe de Russie     |
| --------- | ----------------- | ----------- | ----------- | ----------- | ----------- | ----------- | ----------- | ----------- | ----------- | ----------- | ------------------- |
| 1992      | 2e Centre         | 7e          | 37          | 34          | 15          | 7           | 12          | 70          | 47          | +23         | —                   |
| 1993      | 2e Centre         | 5e          | 46          | 38          | 18          | 10          | 10          | 76          | 41          | +35         | 64es de finale      |
| 1994      | 2e                | 4e          | 28          | 32          | 11          | 6           | 15          | 38          | 40          | -2          | 32es de finale      |
| 1995      | 2e                | 10e         | 61          | 42          | 19          | 4           | 19          | 62          | 56          | +6          | Huitièmes de finale |
| 1996      | 2e                | 8e          | 62          | 42          | 18          | 8           | 16          | 56          | 49          | +7          | 64es de finale      |
| 1997      | 2e                | 3e          | 74          | 42          | 21          | 11          | 10          | 58          | 35          | +23         | 32es de finale      |
| 1998      | 2e                | 3e          | 76          | 42          | 21          | 13          | 8           | 58          | 32          | +26         | 64es de finale      |
| 1999      | 2e                | 3e          | 82          | 42          | 25          | 7           | 10          | 74          | 37          | +37         | Seizièmes de finale |
| 2000      | 2e                | 1er         | 89          | 38          | 28          | 5           | 5           | 78          | 21          | +51         | Huitièmes de finale |
| 2001      | 1re               | 8e          | 41          | 30          | 12          | 5           | 13          | 31          | 42          | -11         | Demi-finales        |
| 2002      | 1re               | 16e         | 23          | 30          | 5           | 8           | 17          | 24          | 45          | -21         | Quarts de finale    |
| 2003      | 2e                | 9e          | 62          | 42          | 16          | 14          | 12          | 52          | 36          | +16         | Quarts de finale    |
| 2004      | 2e                | 3e          | 83          | 42          | 25          | 8           | 9           | 69          | 38          | +31         | 32es de finale      |
| 2005      | 2e                | 22e         | 25-6        | 42          | 7           | 10          | 25          | 37          | 84          | -47         | Seizièmes de finale |
| 2006      | 4e Privoljié      | 1er         | 59          | 24          | 19          | 2           | 3           | 48          | 8           | +40         | —                   |
| 2007      | 3e Oural-Povoljié | 12e         | 30          | 26          | 9           | 3           | 14          | 22          | 34          | -12         | —                   |
| 2008      | 3e Oural-Povoljié | 12e         | 41          | 34          | 12          | 5           | 17          | 49          | 44          | +5          | 256es de finale     |
| 2009      | 3e Oural-Povoljié | 11e         | 37          | 30          | 10          | 7           | 13          | 30          | 41          | -11         | 256es de finale     |
| 2010      | 3e Oural-Povoljié | 5e          | 46          | 26          | 13          | 7           | 6           | 39          | 31          | +8          | 128es de finale     |
| 2011-2012 | 3e Centre         | 10e         | 52          | 39          | 13          | 13          | 13          | 56          | 55          | +1          | 32es de finale      |
| 2011-2012 | 3e Centre         | 10e         | 52          | 39          | 13          | 13          | 13          | 56          | 55          | +1          | 128es de finale     |
| 2012-2013 | 3e Centre         | 3e          | 54          | 30          | 15          | 9           | 6           | 44          | 17          | +27         | 32es de finale      |
| 2013-2014 | 3e Centre         | 1er         | 69          | 30          | 21          | 6           | 3           | 62          | 24          | +38         | Huitièmes de finale |
| 2014-2015 | 2e                | 12e         | 41          | 34          | 10          | 11          | 13          | 38          | 41          | -3          | Seizièmes de finale |
| 2015-2016 | 2e                | 9e          | 53          | 38          | 14          | 11          | 13          | 43          | 38          | +5          | Seizièmes de finale |
| 2016-2017 | 2e                | 18e         | 39          | 38          | 8           | 15          | 15          | 34          | 53          | -19         | 32es de finale      |
| 2017-2018 | 3e Centre         | 7e          | 39          | 26          | 11          | 6           | 9           | 36          | 38          | -2          | 32es de finale      |
| 2018-2019 | 3e Centre         | 2e          | 58          | 26          | 18          | 4           | 4           | 49          | 18          | +31         | 128es de finale     |
| 2019-2020 | 3e Centre         | 3e          | 37          | 17          | 11          | 4           | 2           | 37          | 10          | +27         | 128es de finale     |
| 2020-2021 | 3e Groupe 3       | 5e          | 55          | 30          | 16          | 7           | 7           | 44          | 21          | +23         | 64es de finale      |
| 2021-2022 | 3e Groupe 3       | 2e          | 42          | 22          | 12          | 6           | 4           | 45          | 21          | +24         | 128es de finale     |
| 2022-2023 | 3e Groupe 3       | 1er         | 76          | 32          | 24          | 4           | 4           | 71          | 22          | +49         | 128es de finale     |
| 2023-2024 | 2e                | en cours    | en cours    | en cours    | en cours    | en cours    | en cours    | en cours    | en cours    | en cours    | 32es de finale      |

## Personnalités du club

### Entraîneurs
La liste suivante présente les différents entraîneurs du club depuis 1946.
- Iouri Khodotov (août 1946-décembre 1946)
- Vladislav Olchanski (janvier 1947-juillet 1948)
- Sergueï Plonski (juillet 1948-décembre 1948)
- Piotr Ostachiov (1949)
- Fiodor Goussev (1950-1953)
- Leonid Marakouïev (1954)
- Lev Kortchebokov (1955)
- Fiodor Goussev (1956)
- Vladimir Ivachkov (1957-1961)
- Vassili Jarkov (janvier 1962-juillet 1964)
- Boris Iakovlev (juillet 1964-décembre 1969)
- Alekseï Polikanov (janvier 1970-octobre 1970)
- Gueorgui Mazanov (octobre 1970-août 1971)
- Piotr Ostachiov (août 1971-décembre 1971)
- Fiodor Novikov (janvier 1972-septembre 1974)
- Viktor Karpov (septembre 1974-septembre 1978)
- Viktor Belov (septembre 1978-avril 1979)
- Vadim Chpitalny (avril 1979-juillet 1980)
- Vadim Ivanov (juillet 1980-décembre 1980)
- Iouri Strelkov (janvier 1981-juillet 1981)
- Vadim Chpitalny (juillet 1981-décembre 1981)
- Iouri Zabrodine (janvier 1982-juin 1984)
- Boris Iakovlev (juillet 1984-décembre 1987)
- Anatoli Ivanov (janvier 1988-octobre 1988)
- Aleksandr Kotchetkov (février 1989-juillet 1990)
- Aleksandr Korechkov (juillet 1990-juillet 1996)
- Nikolai Kiselev (juillet 1996-novembre 1997)
- Anatoliy Radenko (novembre 1997-mai 1998)
- Vladimir Fedotov (juin 1998-février 1999)
- Leonid Tkatchenko (février 1999-novembre 1999)
- Aleksandr Korechkov (novembre 1999-avril 2002)
- Leonid Tkatchenko (mai 2002-avril 2003)
- Vladimir Chevtchouk (avril 2003-août 2003)
- Aleksandr Korechkov (août 2003-décembre 2005)
- Sergueï Pavlov (décembre 2005-août 2007)
- Anatoli Aslamov (août 2007-juillet 2008)
- Konstantin Oleniov (juillet 2008-août 2009)
- Alekseï Petrouchine (septembre 2009-novembre 2010)
- Igor Menchtchikov (novembre 2010-juin 2011)
- Mikhaïl Dmitriev (juin 2011-juin 2012)
- Igor Tchougaïnov (juin 2012-juin 2015)
- Valeri Bourlatchenko (juin 2015-mai 2016)
- Vadim Khafizov (juin 2016-mai 2017)
- Alekseï Stoukanov (juin 2017-décembre 2018)
- Ihor Zakhariak (décembre 2018-juin 2020)
- Dmitri Voïetski (juin 2020-décembre 2020)
- Ihor Zakhariak (janvier 2021-juin 2022)
- Ievgueni Kharlatchiov (juin 2022-mai 2023)
- Denis Boïarintsev (mai 2023-novembre 2023)
- Alekseï Baga (en) (décembre 2023-novembre 2024)
- Aleksey Stukalov (depuis novembre 2024)

### Joueurs emblématiques
Les joueurs internationaux suivants ont joué pour le club. Ceux ayant évolué en équipe nationale lors de leur passage au Sokol sont marqués en gras.
URSS/Russie
- Viktor Samokhine
- Dmitri Kuznetsov
- Vladimir Tatarchouk
- Dmitri Khlestov
- Andrei Piatnitski
- Albert Borzenkov
- Aleksandr Chechoukov
- Andreï Fedkov
- Denis Kolodine
- Alekseï Kosolapov
- Vladimir Lebed
- Andreï Semionov
- Oleg Teriokhine
- Oleg Veretennikov

Pays de l'ex-URSS
- Karapet Mikaelyan
- Deni Gaisumov
- Gennadi Bliznyuk
- Artem Chelyadinski
- Aleksandr Khrapovski
- Pyotr Kachura
- Vitali Trubila
- Vitali Volodenkov
- Zviad Jeladze
- Mikheil Jishkariani
- Ruslan Baltiev
- Vitali Kafanov
- Dmitri Liapkine
- Oleg Musin
- Maksim Nizovtsev
- Ievgueni Tarasov
- Sergueï Timofeev
- Vladislavs Gabovs
- Raimondas Vainoras
- Sergiu Epureanu
- Yuri Baturenko
- Andriy Annenkov
- Yuriy Hrytsyna
- Oleksandr Koval
- Hennadiy Orbu
- Vladyslav Prudius
- Dmytro Tiapushkin
- Victor Karpenko
- Maksim Shatskikh

Europe
- Senad Repuh
- Edin Šaranović